# Albrandswaard (ancienne commune)
Albrandswaard est une ancienne commune néerlandaise de la province de la Hollande-Méridionale. Il ne faut pas confondre cette ancienne commune avec l'actuelle commune d'Albrandswaard, créée en 1985.
Albrandswaard était composé des hameaux d'Albrandswaard et de Kijvelanden. La commune était également connue sous le nom d'Albrandswaard en Kijvelanden. En 1840, la commune comptait 220 habitants.
La commune avait déjà été rattachée à Poortugaal de manière temporaire entre 1812 et 1817. Le 1er janvier 1842, la commune est définitivement supprimée au bénéfice de Poortugaal.
Lorsqu'en 1985, Poortugaal et Rhoon fusionnent, la nouvelle commune ainsi créée prend - de nouveau - le nom d'Albrandswaard, mais cette nouvelle commune est bien plus grande que l'ancienne.